# HIP 41378 b
HIP 41378 b（也稱為EPIC 211311380 b）是一顆圍繞F型恆星HIP 41378的系外行星。它的半徑大約為地球的2.6倍。